# Анна Хазаре
Анна Хазаре (15 червня 1937 , Bhingard, Британська Індія ) — індійський громадський активіст.
Здобув популярність завдяки Індійському антикорупційному руху 2011 року та вкладу в розвиток села Ралеган Сіддхи, в Талука Парнер в окрузі Ахмеднагар. Він отримав Падма Бхушан — третю за значимістю цивільну нагороду в 1992 році за внесок у становлення Релеган Сіддхи зразковою села. Анна Хазаре оголосив голодування 5 квітня 2011 року з метою чинити тиск на уряд Індії прийняти сильні антикорупційні дії в державних установах. Голодування привела до загальнонаціональної акції протесту в підтримку Хазаре, що включали носіння головного убору Ганді. Голодування закінчилася 9 квітня 2011 року, на наступний день всі вимоги Хазаре були узгоджені урядом Індії.
У 2011 році індійська щоденна газета Daily News and Analysis помістила Хазаре на 1-е місце в списку 50 найвпливовіших людей в Мумбаї. Прихильники Хазаре прозвали його «новим Ганді». У 2009 році була викрита змова з метою вбивства Хазаре за його громадську діяльність. Слід зазначити, що Анна це не ім'я Хазаре, а прізвисько, так як Анна в перекладі з гінді означає «знає брат». Таке прізвисько покликане показати народу Індії, що Хазаре як би опікується їх і піклується про добробут кожного.